# Mamonas
Mamonas – miasto i gmina w Brazylii, w stanie Minas Gerais.